# Візантійсько-угорська війна (1180–1185)
Ромейсько-угорська війна велася на Балканах з 1180 по 1185 рік між Візантійською імперією та Угорським королівством. Скориставшись внутрішніми конфліктами у Візантійській імперії після смерті імператора Мануїла, угорський король Бела III знову окупував Хорватію, Далмацію та Срем, відновивши сюзеренітет Угорщини над цими територіями через чотирнадцять років.

## Передумови
Під час правління імператора Мануїла I Комніна (правління 1143—1180) була постійною загрозою для суверенітету Угорщини вздовж південного кордону. Балкани були буферною зоною між двома державами. Васальна держава Велике князівство Сербія повстала в 1149 році, що змусило імператора Мануїла перервати підготовку до вторгнення в Південну Італію та вторгнутися в Сербію в 1149 році. Активна зовнішня політика Мануїла на Балканах призвела до ескалації коротких воєн між Візантійською імперією і Угорське королівство в період між 1149 і 1155 роками, під час правління Гези II Угорського.
Геза II помер у травні 1162 року. Його п'ятнадцятирічний син Стефан III зійшов на угорський престол, але два його дядьки, антикоролі Воадислав II (1162—1163), потім Стефан IV (1163), які приєдналися до двору імператора та користувалися підтримкою імператора Мануїла оскаржували його право на корону. Між Стефаном III і його дядьками почалася громадянська війна. Військо Стефана III разом з німецькими найманцями розбило його дядька Стефана IV у червні 1163 року. Хоча Стефан III залишався єдиним законним монархом в Угорщині, після громадянської війни відбулося широкомасштабне вторгнення в Угорщину візантійців. Стефан III був змушений відмовитися від Сірмії на користь імперії, але лише після того, як Мануїл пообіцяв, що ніколи не підтримуватиме свого дядька Стефана IV. Зіткнення та прикордонні конфлікти між Угорщиною та Імперією ромеїв тривали до 1167 року, коли Іштван III був змушений віддати імперії Далмацію, Хорватію та Срем. До цього ці землі належали до уділу молодшого брата Стефана Бели, якого за з мирним договором між Стефаном III і Мануїлом було відправлено до Константинополя. Бела посів місце свого брата на угорському престолі у 1172 році. Перед від'їздом він пообіцяв, що ніколи не буде воювати проти Імперії ромеїв. До смерті Мануїла подальше протистояння між двома країнами не відбувалося; Бела навіть послав підкріплення до імператора Мануїла, щоб допомогти йому боротися проти сельджуків у 1176 році.

## Остання візантійсько-угорська війна
Смерть імператора Мануїла 24 вересня 1180 року поставила Візантійська імперія у надзвичайно складну політичну ситуацію. Його наступником став його одинадцятирічний син Олексій II Комнін, але імператорську владу утримували регенти, його мати Марія Антіохійська та протосебаст Олексій Комнін (двоюрідний брат немовляти-монарха). Наступний період характеризувався внутрішньою боротьбою всередині еліти, тоді як донька Мануїла Марія Комніна (колись заручена з Белою III) також оскаржила право свого зведеного брата на корону.

### Відновлення втрачених провінцій
Скориставшись внутрішніми конфліктами в імперії, восени 1180 року Бела III розпочав кампанію з метою відновлення угорського сюзеренітету в Далмації. Король доручив своєму палатину Фаркашу Гаталу вести угорські війська до Адріатичного моря. За шість місяців Бела відновив свій сюзеренітет у Далмації, але детальних розповідей того часу про події не існує. Громадяни Спліта та Задара також визнали сюзеренітет Бели наприкінці 1280 або на початку 1181 року. Останній здійняв повстання проти венеційського панування, підтриманий присутністю угорської армії. Історик Джон В. А. Файн писав, що Бела повернув собі сюзеренітет над Далмацією «здавалося б, без кровопролиття та за імперської згоди», оскільки візантійська влада воліла, щоб Бела правив провінцією, а не Венеційською Республікою. Ференц Макк відмовився від цієї точки зору, оскільки «Візантії в той час не загрожувала Венеція в Далмації», наприклад, дож Оріо Мастроп'єро безуспішно намагався повернути Задар в угорців роками пізніше, у 1187 році. Проте, Бела справді повернув собі сюзеренітет над Далмацією, здавалося б, без серйозної конфронтації. Фаркаш Гатал проживав у Задарі в березні 1181 року. Через внутрішню боротьбу імперія не змогла чинити серйозного опору. Крім того, Килич-Арслан II, сельджуцький султан Руму, приблизно в той же час захопив у імперії більшу частину південного узбережжя Малої Азії.
Бела III негайно мав намір реорганізувати королівську адміністрацію в Хорватії та Далмації. Його наближений Денис у 1181 році став баном Славонії. Він також називався «баном Хорватії та Далмації», потім «губернатором морських частин» у 1183 році та «баном морських провінцій» (хорв. Primorje, угор. Tengermellék) у 1184 році, що свідчить про те, що він мав юрисдикцію над усією Хорватією та Далмацією, а його сюзеренітет поширювався до річки Дунай. Історик Юдіт Гал вважав, що після того, як Бела повернув Далмацію, території Угорщини за Дравою були спочатку консолідовані під єдиною владою після 1183 року. Одночасно з призначенням Денис вже в лютому 1181 року був призначений «губернатором усієї прибережної провінції» Маурус Дьйор, коли проживав у Задарі та брав участь у справі про деякі права власності. Відповідно, Маурус виконував функції заступника Дениса, контролюючи прибережні території вздовж Адріатичного моря. Король Бела також намагався відновити проугорську церковну організацію в Далмації: літописець XIII століття Фома Архідиякон розповідає, що монарх бажав, щоб міщани Спліта обрали підданого Угорщини архієпископом Спліта, щоб заповнити цю посаду. Проте громадяни відмовилися обрати царського ставленика і лікаря Петра і звернулися до Святого Престолу з проханням іншого висвячення. 1181 року Папа Олександр III закликав Белу III поважати привілей Спліта вільно обирати свого архієпископа. Під тиском угорців, попри втручання Римської курії, в 1185 році Петро був обраний місцевими жителями архієпископом Спліта. Проте, Петро вже діяв як de facto прелат у попередні роки, і королівські грамоти в Угорщині називали його архієпископом Спліта з 1180 року.
Одночасно з відвоюванням Хорватії та Далмації угорська армія також увійшла до Срема, але подробиці відвоювання провінції на Центральних Балканах також невідомі. Війська Бели захопили і спустошили область Белграда і Баранца (нині Бранічево в Сербії). Після цього угорська армія просунулася аж до долини Морави. Це відбулося не пізніше літа 1181 року. Андронік І Комнін, який йшов до Константинополя з армією, звинуватив Марію Антіохійську, матір і регентшу молодого імператора Олексія II, у підбурюванні Бели  —  її швагра  —  спустошити регіон Белграда і Баранців у травні 1182 року, маючи на увазі, що Бела на той час зайняв Срім.

### Втручання у візантійську громадянську війну
Після встановлення контролю над Константинополем і наказу про вбивство латинян навесні 1182 року Андронік Комнін отруїв Марію Комніну та її чоловіка Реньє Монферратського, а вдовуюча імператриця Марія Антіохійська була заарештована та ув'язнена. Імператриця намагалася звернутися за допомогою до свого швагра Бели III. Андронік змусив Олексія II підписати наказ про страту своєї матері, і наприкінці 1182 року Марія була задушена у своїй в'язниці.
Скориставшись зародженням анархії у Візантійській імперії, у першій половині 1183 року Бела просунувся до Ниша (Найсос) і Софії (Сердіка). Під час кампанії угорський король об'єднався з сербами Рашки та Боснійського банату, який боровся за свою незалежність, і узурпація Андроніка Комніна звільнили їх від підпорядкування Імперії ромеїв відповідно під проводом Стефана Немані та бана Куліна. Під час облоги Ниш був повністю зруйнований. У Сердіці Бела III захопив скриньку з мощами святого Івана Рильського і наказав «перевезти її з великими почестями в його землю і покласти з почестями в церкві» Естергома, за житієм святого з Софійський прологу. Ференц Макк вважав, що Бела пішов з регіонів на південь від Дунаю, але історик Пол Стефенсон стверджував, що Бела зберіг ці землі. За ромейським істориком Никетою Хоніатом, візантійські полководці Олексій Врана і Андронік Лапард билися проти угорських військ в околицях Ниша восени 1183 року. Два воєначальники досягли обмежених успіхів уздовж лінії оборони Балканських гір і, ймовірно, змусили угорців відступити до річки Сави. Громадянська боротьба, однак, зрештою за короткий час вивела обох командувачів у глиб імперії. Наприклад, Олексій Врана навесні 1184 року залишив Балкани і відбув до Анатолії.
Деякі угорські історики — наприклад, Йожеф Деер і Дьюла Моравчик — стверджували, що Бела III провів кампанію 1183 року, щоб захистити та підтримати інтереси родини покійного Мануїла — Олексія II та Марії Антіохійської — проти узурпатора Андроніка Комніна. Відповідно, угорський монарх не мав наміру розширювати своє володіння за рахунок імперії, і Бела добровільно відступив із центральних Балкан після страти Марії. Ференц Макк підкреслив, що ця теорія не підтверджена джерелами. Марія Антіохійська звернулася за допомогою до Бели проти Андроніка, заохочуючи його спустошити Белград і Баранц. Як було зазначено у її вироку, Марія була готова визнати територіальні претензії Угорщини на певні візантійські землі в обмін на їхню підтримку проти узурпатора. Андронік Комнін убив імператора Олексія II у вересні чи жовтні 1183 року, ставши одноосібним правителем імперії. Сучасник Євстафій Солунський пише, що противники Андроніка надсилали листи багатьом монархам, у тому числі Белі III, закликаючи їх напасти на Андроніка.

### Кінець конфлікту
Ніяких зіткнень між Угорщиною та Візантією в 1184 році не відбулося. Існує наукова теорія, за якою того року Бела III підписав перемир'я з Андроніком, але Макк стверджував, що тимчасові успіхи Олексія Врани змусили угорців розібратися в своїх чергах через збільшення втрат і витрат. За Ансбертом та іншими західноєвропейськими хроністами, Бела вторгся до імперії на початку 1185 року. Нормандське вторгнення до Візантії під проводом Вільгельма II Сицилійського відбулося приблизно в той же час, що значно погіршило внутрішню політичну ситуацію тиранічного правлячого імператора Андроніка. Угорці знову рушили до Ниша та Софії, у напрямку долини Морави. На думку деяких вчених, під час своєї кампанії 1185 року Бела хотів заволодіти імператорською короною і запропонував одружитися на Теодорі Комнін, вдові Андроніка Лапарда, яка жила в монастирі (перша дружина Бели, Агнеса Антіохійська, померла в 1184 році). Синод у Константинополі не сприяв шлюбу і не звільнив Феодору від чернечого постригу.
Влітку 1185 року Константинополь сам був під загрозою норманського вторгнення, яке спровокувало повстання в місті, що призвело у вересні до детронації та самосуду над Андроніком Комніном. Його наступником став Ісаак II Ангел, який почав переговори з Белою III і послав своїх посланців, щоб запропонувати шлюб між ним і десятирічною донькою Бели Маргаретою. Таким чином, Бела III підписав мирний договір з Ісааком II. Новий імператор одружився з Маргаретою не пізніше січня 1186 року, і Бела як посаг своєї дочки надав Ісааку регіон Ниш і Баранц. З цієї нагоди до Софії також були повернуті мощі святого Івана Рильського. В обмін на це імператор офіційно відмовився від Далмації та Срімії. Макк вважав, що невдала пропозиція Бели одружитися на Теодорі відбулася лише після мирного договору. Завдяки ромейсько-угорському альянсу Ісаак II успішно відбив норманське вторгнення в битві при Деметриці в листопаді 1185 р.

## Наслідки
Завдяки становленню на Балканах Сербії та Боснії як незалежних держав, на додаток до успішного повстання Асеня та Петра з 1185 по 1187 рік, яке призвело до відновлення Болгарської імперії, Візантійська імперія поступово витіснялася з Балканського регіону, що також загострило угорсько-візантійське протистояння XII ст. У наступне десятиліття Бела підтримував політичні проєкти Ісаака II.